# Marcelinho Huertas
Marcelo Tieppo Huertas (São Paulo, 25 de mayo de 1983) es un baloncestista brasileño-italiano que actualmente juega en el La Laguna Tenerife de la Liga ACB. Con 1,90 metros de altura, juega en la posición de base. En marzo de 2024 se convirtió en el jugador con más asistencias de la historia de la Liga ACB.

## Carrera deportiva

### Profesional

#### Inicios en Brasil
Huertas comenzó a jugar en las categorías inferiores del Paulistano São Paulo en Brasil. Debutaría profesionalmente en 2001 con este equipo de la Liga brasileña. Un año después de debutar, fichó por el Paulistano São Paulo, con el que estuvo una temporada para luego volver al São Paulo.

#### España
Dio el salto a Europa el verano de 2003, llegado de la mano del Club Baloncesto Breogán en unos entrenamientos y torneos de verano en 2003 con el conjunto gallego sin llegar a quedarse esa temporada, fichando un año después por el DKV Joventut, ambos de la Liga ACB. En el equipo catalán estuvo durante tres temporadas que le sirvieron para consagrarse a un buen nivel, jugar dos semifinales ACB y ganar su primer título en el viejo continente, la FIBA Eurocup en 2006. También disputó con el conjunto badalonés su primera campaña en Euroliga, la temporada 2006-07, junto a grandes canteranos del club como Rudy Fernández o Ricky Rubio.
Tras su periplo en Badalona, fue cedido al Bilbao Basket, con el que estuvo solo una temporada, pero que le sirvió para ser el primer brasileño en aparecer en el Quinteto Ideal de la ACB, en el puesto de base gracias a sus promedios de 14,5 puntos y 4,1 asistencias.
En 2008, ficharía por el Fortitudo Bolonia tras cuatro años en España. A pesar de marcharse a Italia, retornaría la temporada después fichando por un grande como el Caja Laboral Baskonia, jugando Liga ACB y la Euroliga, donde ya jugó con el Joventut una temporada. 
En su primera temporada con el Baskonia, llegó hasta la final de la Liga ACB, enfrentándose al FC Barcelona, que en un principio partía como favorito al ser el campeón de la Euroliga ese año. A pesar de ello, el equipo vasco barrió al Barça derrotándoles por un resultado global de 3-0, destacando el segundo partido donde anotó 13 puntos y dio 3 asistencias. En la temporada siguiente, su equipo finalizó 4º en la liga regular y llegaron hasta las semifinales donde el Barça les devolvió el 3-0, quedando eliminados de los playoffs. En esta última temporada con el Baskonia, volvió a ser elegido en el Quinteto Ideal de la temporada regular, siendo el máximo asistente de la liga con 5,88 asistencias por partido.
El 9 de agosto de 2011 ficharía por el FC Barcelona para sustituir la baja de Ricky Rubio.
Con el conjunto blaugrana, disputó la Supercopa ACB a principios de temporada, ganando al Real Madrid en la final. El segundo campeonato que disputaría fue la Copa del Rey, cayendo en la final contra el Real Madrid. Después de una temporada con altibajos, el equipo llegó a la Final Four de la Euroliga en Estambul, donde el Barça quedó eliminado tras perder contra el Olympiacos BC en uno de los peores partidos de la temporada que disputaron los azulgranas. En la liga, tras quedar primeros de la fase regular, el equipo llegó a la final ganando al Lucentum Alicante 2-0 y al Valencia Basket 3-1. En la final se enfrentarían al Real Madrid reeditando las finales de Supercopa y Copa del Rey de ese mismo año. En el primer encuentro, tras ir con el resultado en contra todo el partido, el Barça consiguió igualar el encuentro pero el Madrid impuso su ventaja a falta de pocos segundos para el final. Tras un lanzamiento fallado de Sergio Llull, el rebote lo recogió Chuck Eidson asistiendo a Marcelinho para anotar desde más allá de 10 metros y sobre la bocina, dando la victoria al Barça por 81-80. El 16 de junio de 2012, se decidió la final con un resultado de 73-69 favorables a los azulgranas ganando por un balance global de 3-2. En una de las primeras jornadas de la Euroliga 2012-13, consiguió 38 de valoración, al anotar 24 puntos (su récord personal), capturar 5 rebotes y repartir 9 asistencias frente al KK Partizan, además de encestar 6 de los 7 triples que intentó. A pesar de ello no fue el MVP de la jornada, que se llevó Bobby Brown con 43 de valoración.

#### NBA
Tras cuatro temporadas en Barcelona, el 9 de septiembre de 2015, firma por Los Angeles Lakers. Debutó en la NBA el 28 de octubre ante Minnesota Timberwolves anotando 2 puntos. El 10 de marzo de 2016 consigue la mejor anotación de la temporada con 13 puntos ante Cleveland Cavaliers.
El 5 de agosto de 2016, renueva con los Lakers por una temporada. El 23 de febrero de 2017, fue traspasado a Houston Rockets a cambio de Tyler Ennis, pero fue cortado por los Rockets al día siguiente.

#### Regreso a España
El 25 de julio de 2017, firma un contrato de dos años con Baskonia.
Tras dos años en Vitoria, el 23 de julio de 2019, firma un contrato de dos años con el Canarias (llamado Iberostar Tenerife por motivos de patrocinio). Esa temporada promedió 12,9 puntos y 8,3 asistencias por encuentro, renovando con el equipo el 4 de junio de 2020.
En octubre de 2023 se convierte en el primer jugador extranjero en jugar mil partidos con equipos españoles.
Después de 17 temporadas en ACB, en marzo de 2024 se convirtió en el jugador de la historia de la Liga ACB con más asistencias, récord que ostentó durante más de 30 años Pablo Laso.
El 7 de diciembre de 2024 se convirtió, con 41 años y 196 días, en el jugador más veterano en lograr 30 o más de valoración en un partido de la Liga Endesa. Logró 22 puntos y 11 asistencias. Acabó la temporada 2024-25 siendo elegido MVP de la ACB en su sexta temporada en el club canario. El 2 de junio de 2025, en el primer partido de los cuartos de final de los playoffs de la ACB ante el Joventut Badalona, consiguió 39 puntos, la mejor marca anotadora en unos playoffs en 32 años, cuando en 1993 logró la misma cifra Dennis Hopson, quedándose a cuatro de los 43 puntos que logró David Russell con el Estudiantes en el derbi madrileño de los cuartos de final de 1987.

### Selección nacional
Ha sido internacional con la selección de baloncesto de Brasil. Participó en el Campeonato Mundial de Baloncesto de 2006. Huertas fue elegido MVP del Torneo Sudamericano de Baloncesto de 2006 celebrado en Venezuela, en el que Brasil logró el título al ganar en la final celebrada en Caracas a Uruguay. Con 19 puntos fue el máximo anotador de la final junto al uruguayo Leandro García.
En el Campeonato Mundial de Baloncesto de 2010, Brasil llegó a la fase final, aunque perdió en los octavos de final contra Argentina por 93-89, donde nada sirvieron sus 32 puntos.
También disputó el Mundial de 2014, donde Brasil llegó a cuartos de final, perdiendo contra la selección finalista de Serbia, por 84-56.
En septiembre de 2022 disputó con el combinado absoluto brasileño el FIBA AmeriCup de 2022, ganando la plata al perder ante el combinado argentino en la final.
Durante agosto y septiembre de 2023 fue integrante de la selección de Brasil que participó en el Mundial de 2023 celebrado en Asia, y que finalizó en decimotercer lugar. En ese momento, había participado en cinco Mundiales de baloncesto, y posee el récord de participaciones junto con otros jugadores.
Entre julio y agosto de 2024 fue parte de la selección absoluta de Brasil, que disputó los Juegos Olímpicos de París, finalizando en séptima posición.

## Estadísticas de su carrera en la NBA

### Temporada regular
| Año     | Equipo     | PJ | PT | MPP  | %TC  | %3P  | %TL  | RPP | APP | ROB | TPP | PPP |
| ------- | ---------- | -- | -- | ---- | ---- | ---- | ---- | --- | --- | --- | --- | --- |
| 2015-16 | L.A Lakers | 53 | 0  | 16.4 | .422 | .262 | .931 | 1.7 | 3.4 | .5  | .1  | 4.5 |
| 2016-17 | L.A Lakers | 23 | 1  | 10.3 | .370 | .210 | .530 | 1   | 2.3 | .4  | .1  | 2.7 |
| Total   | Total      | 76 | 1  | 14.6 | .410 | .250 | .780 | 1.5 | 3.1 | .5  | .1  | 3.9 |

## Palmarés

### Clubes
- Eurocopa de la FIBA (2006)
- 3x Liga ACB (2010, 2012, 2014)
- Copa del Rey (2013)
- Supercopa de España (2011)
- 2x Copa Intercontinental (2020, 2023)
- Liga de Campeones (2022)

### Selección nacional
- Medalla de oro en el Campeonato de América de 2005
- Medalla de oro en el Campeonato de América de 2009
- Medalla de plata en el Campeonato de América de 2011
- Medalla de oro en los Juegos Panamericanos de 2007
- Medalla de oro en el Torneo Sudamericano de Básquetbol de 2006

### Consideraciones personales
- 6x Mejor Quinteto de la ACB (2008, 2011, 2020, 2021, 2022, 2025)
- MVP Liga ACB (2025)
- 3x Mejor quinteto Liga de Campeones (2020, 2023, 2025)
- Segundo Mejor quinteto Liga de Campeones (2022)
- 2x MVP Liga de Campeones (2024, 2025)
- MVP Final Four Liga de Campeones (2022)
- MVP Copa Intercontinental (2020)
- MVP del Torneo Sudamericano (2006)
- 3x Mejor jugador latinoamericano de la ACB (2020, 2021, 2022)

## Vida personal
En octubre de 2021 apareció implicado en la filtración de datos de sociedades offshores de los Pandora Papers.